# Jan van Glabbeeck
Jan van Glabbeeck (1635 – El Puerto de Santa María, 1686) è stato un pittore olandese. 
Attivo ad Amsterdam
 e Utrecht; fu alunno di Rembrandt.